# Mictodoca
Mictodoca là một chi bướm đêm thuộc họ Geometridae.